# Purpuricenus quadrinotatus
Purpuricenus quadrinotatus es una especie de escarabajo longicornio del género Purpuricenus, tribu Trachyderini, familia Cerambycidae. Fue descrita científicamente por White en 1846.
Se distribuye por Australia e Indonesia. Mide 12,8-24,75 milímetros de longitud. El período de vuelo ocurre en los meses de enero, febrero, marzo, mayo, junio, agosto, octubre, noviembre y diciembre. Parte de su dieta se compone de plantas de la familia Pittosporaceae y subfamilia Mimosoideae.